# Sina György
Báró hodosi és kizdiai Sina György Simon, (Niš, 1783. november 20. – Bécs, 1856. május 18.) bankár, nagybirtokos, filantróp és mecénás. Az Osztrák Nemzeti Bank igazgatója, Görögország bécsi főkonzulja, az Athéni Nemzeti Obszervatórium megalapítója és a Lánchíd építésének legfontosabb finanszírozója volt.

## Élete
Görög vlach származású (cincár, aromán) családja Moschopolisból került a Habsburg Birodalomba. Apja, Sina Simon kereskedő volt.

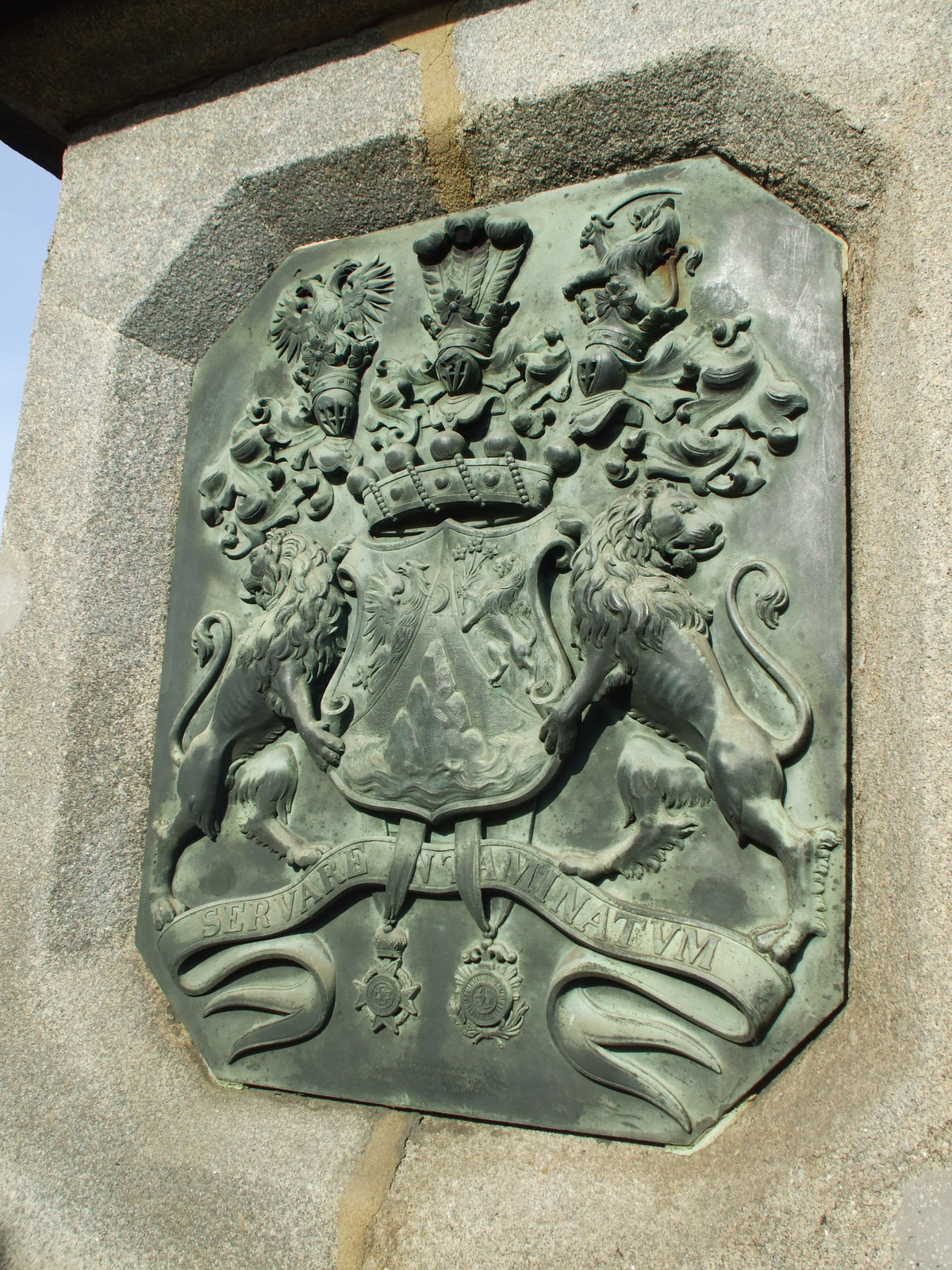
A Sina család címere a Lánchídon, alul felirat a szalagon, a családi jelszó: „servare intaminatum” azaz „megmaradni feddhetetlennek” olvasható

A Sina Simon által 1798-ban alapított családi cég – keleti kapcsolatai és a Franciaországba illetve Olaszországba irányuló export segítségével – jelentősen hozzájárult a hazai kereskedelem, ipar (pamutfonás és -szövés, dohányipar) fejlesztéséhez. Ezt elismerve 1818-ban Ferenc császár és király Sina Simonnak és fiainak, Sina György lovagnak és féltestvérének Jánosnak magyar nemességet adott „hodosi és kizdiai” előnévvel, majd 1832. március 29-én az immár magyar nemes családot magyar báróságra emelte és Magyarország főrendjeinek és a felső tábla tagjainak sorába iktatta. Az apja által alapított kereskedőház irányítását Sina György 1822-ben vette át.
Széchenyi Istvánnal együtt részt vett a Lánchíd megépítésében, a finanszírozást ő szervezte meg az ausztriai Rothschild bankház bevonásával, és ő adta hozzá a legtöbb pénzt. Ezen érdeme miatt neve – a királyéval és Széchenyi István gróféval együtt – a híd pesti hídfőjén arany betűkkel van gránitba vésve.
Sina támogatta Széchenyi vasútépítési- és folyamszabályozási vállalkozásait is. Az Osztrák Nemzeti Bank igazgatója, Görögország bécsi főkonzulja volt. 1850-ben vásárolta meg a gödöllői Grassalkovich-kastélyt (amit fia, Sina Simon 1864-ben eladott egy belga banknak).
Görögországban az athéni egyetemet, iskolákat és népjóléti intézményeket alapított.
Amikor meghalt, Derra Katalintól született egyetlenegy fiára, Simonra – aki folytatta emberbaráti és művészetpártoló tevékenységét – hozzávetőleg nyolcvanmillió aranyforintnyi örökséget hagyott.

## Alakja a művészetben
A hagyomány szerint Jókai Mór róla mintázta Az arany ember című regénye egyes szereplőinek jellemvonásait. Fia is bőkezű mecénás volt.

## Kastélyai
Tepliczán és Érden is volt kastélya.
- Sina-kastély (Érd)
- Sina-kastély (Vágtapolca)